# Stade Charles-Ehrmann
Le stade Charles-Ehrmann, anciennement stade de l'Ouest, est un stade d'athlétisme situé à Nice (Alpes-Maritimes) au sein du complexe sportif du parc des sports Charles-Ehrmann (anciennement parc des sports de l'Ouest).
En dehors de la pratique de l'athlétisme et du football, il est souvent le cadre de grands concerts estivaux, surtout depuis qu'il jouxte le Palais Nikaia.

## Histoire
Dans les années 1960, le maire de Nice Jean Médecin, conscient du déficit d'infrastructures sportives dans sa ville, pense à un projet de construction d'un grand centre sportif. En 1965, il charge son nouvel adjoint aux sports, Charles Ehrmann, de réfléchir au projet. Peu de temps après, Jean Médecin meurt et son fils Jacques, qui lui a succédé à la mairie, reprend l'idée. Charles Ehrmann souhaite bâtir un stade d'athlétisme au sein d'un ensemble d'autres installations sportives sur un terrain de plus de vingt hectares. Jacques Médecin achète à l'ouest de Nice, dans la plaine du Var, vingt-cinq hectares de terrains nécessaires à la concrétisation du projet. Les travaux de construction du stade débutent en 1970. Charles Ehrmann exige que la piste d'athlétisme respecte les normes permettant l'organisation de compétitions internationales d'athlétisme. En plus du stade sont construits une halle des sports et un centre de médecine du sport.
Le complexe sportif et son stade, nommés alors Parc des sports de l'Ouest, sont inaugurés les 4 et 5 août 1973 par le secrétaire d'État aux Sports Pierre Mazeaud. Rapidement le stade accueille des compétitions nationales et internationales d'athlétisme. Lors de sa mise en service, il est le cadre d'une demi-finale de la Coupe d'Europe des nations d'athlétisme. En juillet 1974, il accueille les championnats de France d'athlétisme, les premiers en province depuis la Seconde Guerre mondiale. En 1975, la finale de la Coupe d'Europe d'athlétisme a lieu dans son enceinte. Jacques Médecin et Charles Ehrmann mettent par la suite en place un meeting d'athlétisme, le meeting Nikaïa, dont la première édition a lieu le 16 août 1976. Il se tiendra chaque année jusqu'au 9 juillet 2001, et donnera lieu à cinq records du monde battus. Après les élections municipales de 1983, Charles Ehrmann ne siège plus au conseil municipal de Nice et les membres de ce dernier choisissent de saluer son travail en renommant le Parc des sports de l'Ouest en Parc des sports Charles-Erhmann. Le stade Charles-Ehrmann est ainsi inauguré le 2 décembre 1984.
À la fin des années 1990, le maire de Nice Jacques Peyrat décide de construire une grande salle de spectacle qui manque alors à la ville. Il choisit de l'accoler au stade en démolissant une partie des tribunes, de façon que la nouvelle salle puisse s'ouvrir sur le stade, lequel avait déjà accueilli d'importants concerts, et ainsi faciliter l'organisation de grands spectacles. Le 26 octobre 1999, la première pierre de la nouvelle salle, le futur Palais Nikaia, est posée. Peu de temps après, le meeting Nikaïa, faute de moyens financiers suffisants, tire sa révérence.

## Localisation et accès
Le stade Charles-Ehrmann se situe dans la plaine du Var, au 155 route de Grenoble. Il se trouve le long de la RD 6202, anciennement appelée RN 202, et est desservi par l'autoroute A8 (sortie 51 Nice - Saint-Augustin) ainsi que par la ligne 2 du tramway (arrêt CADAM - Centre administratif). En outre, une ligne de bus, la ligne 95, est spécialement mise en place avant et après chaque grand concert que le stade accueille, et relie le centre-ville de Nice au stade. Enfin, l'aéroport de Nice-Côte d'Azur est situé à proximité du stade, de même que la gare de Nice-Saint-Augustin.

## Caractéristiques
Le stade dispose au total d'une capacité d'environ 8 000 places assises. Le côté ouest du stade comporte trois tribunes avec une tribune centrale à deux niveaux. Le reste du stade est entouré de gradins, excepté la partie centrale du côté est, laquelle est constituée par le mur-rideau du Palais Nikaia qui peut s'ouvrir. Le stade a une orientation nord-sud afin de respecter la direction générale de la vallée du Var. Cependant, il a été légèrement enterré afin d'éviter de trop subir l'influence du vent, sur les conseils notamment de Robert Bobin, alors directeur technique national à la Fédération française d'athlétisme.
En plus du stade, le parc des sports dispose également d'un autre terrain d'athlétisme (sans tribunes), d'une halle des sports, d'un terrain pour le lancer du poids et du disque, de trois terrains de basket-ball et de handball, et de plusieurs terrains de football. Le siège du club de football de l'OGC Nice, son centre d'entraînement ainsi que son centre de formation sont également situés au sein du parc des sports.

## Pratique du sport
Le stade est utilisé pour la pratique de l'athlétisme par le club du Nice Côte d'Azur athlétisme. La piste d'athlétisme du stade mesure quatre cents mètres, compte huit couloirs, neuf dans la ligne droite, et sa forme est en anse de panier. Tous les équipements classiques nécessaires à la pratique de l'athlétisme sont également présents : deux sautoirs en longueur (saut en longueur ou triple saut), plusieurs sautoirs à la perche et en hauteur, et des aires de lancement pour le disque, le marteau, le poids et le javelot. Le stade est aussi régulièrement utilisé pour recevoir les rencontres de l'équipe réserve de l'Olympique gymnaste club Nice Côte d'Azur ainsi que parfois les matchs amicaux de l'OGC Nice. Il constitue également un stade de repli pour les Dauphins de Nice, le club de football américain de la ville lorsque le stade des Arboras n'est pas disponible.

### Jeux de la Francophonie
Le stade accueille les 7e Jeux de la Francophonie qui se déroulent à Nice du 6 au 15 septembre 2013. Les disciplines pratiquées sur ce site sont : l'athlétisme, le football, le tennis de table et la lutte africaine.

## Concerts
Depuis les années 1980, le stade Charles-Ehrmann a servi à l'organisation de grands spectacles. Pouvant contenir environ 55 000 personnes, il a été principalement le lieu de concerts estivaux en plein air, avec des artistes comme Pink Floyd, Michael Jackson (en 1988 et en 1997), Bob Dylan, The Rolling Stones ou encore Madonna dont le Blond Ambition Tour a été enregistré en direct et diffusé par la chaîne de télévision américaine HBO le 5 août 1990.
Depuis la fin de la construction du Palais Nikaia en 2001, l'utilisation conjointe des moyens techniques de ce dernier et du stade a de nouveau donné lieu à l'organisation de grands concerts comme ceux des Rolling Stones, de U2 ou encore de Johnny Hallyday, offrant une capacité de 27 000 à 56 500 places suivant la configuration debout ou assise. Le 5 juillet 2008, le stade a accueilli Céline Dion pour un concert dans le cadre de sa tournée mondiale Taking Chances Tour. Madonna, le 26 août 2008, y a fait la première date française de sa nouvelle tournée mondiale Sticky & Sweet Tour. En 2009, l'étape niçoise du U2 360° Tour du groupe U2 a attiré 55 641 spectateurs, record d'affluence pour le stade et dégagé des recettes de 6 261 208 dollars.
Lors de l'été 2010, le nouveau délégataire du Palais Nikaia, la société Vega associée à Live Nation, a décidé d'organiser quatre spectacles au stade Charles Ehrmann au lieu d'un seul spectacle annuel comme c'était le cas auparavant. Ainsi AC/DC, Pink et Prince ont donné chacun un concert, et Cathy Guetta y a organisé le festival Unighted, dont les précédentes éditions avaient eu lieu au stade de France et qui mettaient cette année à l'affiche les disc jockey David Guetta, Martin Solveig, Laidback Luke et Tiësto. Pink et Prince ont fait appel à une configuration particulière, nommée « Espace Nikaïa », en utilisant la salle du Palais Nikaia où avait été installée la scène, et la pelouse du stade pour aménager deux tribunes. Cette configuration permet de recevoir entre 12 et 15 000 spectateurs, soit moins que la configuration habituellement utilisée avec le stade Charles-Ehrmann, mais davantage qu'avec la salle du Palais Nikaia dont la capacité maximale est de 9 000 spectateurs.
Le 22 mai 2012, le stade a accueilli un concert du groupe britannique Coldplay,. Le 21 août 2012, un concert de Madonna, dans le cadre de son MDNA Tour, a également eu lieu dans le stade niçois. Le 26 juin 2013, le groupe Muse y a organisé un concert dans le cadre du Second Law Tour.
Lors de son unique passage en France le 25 mai 2016, le groupe Coldplay dans sa tournée A full of dreams, a réuni 53 566 spectateurs pour une recette de 3 367 270 dollars.
| Artiste ou groupe                                     | Tournée ou spectacle             | Date              | Affluence                  | Remarque                                         |
| ----------------------------------------------------- | -------------------------------- | ----------------- | -------------------------- | ------------------------------------------------ |
| Supertramp                                            | Famous Last Words Tour           | 21 juillet 1983   |                            | Premières parties : Chris de Burgh et Joe Cocker |
| Simon & Garfunkel                                     | Summer Evening Tour              | 9 septembre 1983  |                            |                                                  |
| Barclay James Harvest                                 | Tournée européenne               | 22 septembre 1984 |                            |                                                  |
| Deep Purple                                           | Perfect Strangers World Tour     | 11 juillet 1985   |                            |                                                  |
| David Bowie                                           | Glass Spider Tour                | 17 juillet 1987   |                            |                                                  |
| Madonna                                               | Who's That Girl Tour             | 31 août 1987      |                            |                                                  |
| Madonna                                               | Blond Ambition Tour              | 5 août 1990       |                            | Diffusé sur la chaîne HBO                        |
| Madonna                                               | Sticky & Sweet Tour              | 26 août 2008      | 41 483 spectateurs payants |                                                  |
| Madonna                                               | MDNA Tour                        | 21 août 2012      | 29 670 spectateurs payants |                                                  |
| Pink Floyd                                            | A Momentary Lapse of Reason Tour | 17 juillet 1988   |                            |                                                  |
| Michael Jackson                                       | Bad World Tour                   | 14 août 1988      | 35 000 spectateurs         |                                                  |
| Michael Jackson                                       | HIStory World Tour               | 27 juillet 1997   | 35 000 spectateurs         |                                                  |
| Prince                                                | Nude Tour                        | 18 août 1990      |                            |                                                  |
| Prince                                                | 20Ten Tour                       | 25 juillet 2010   |                            | En configuration « Espace Nikaïa »               |
| Genesis                                               | We Can't Dance tour              | 19 juillet 1992   |                            |                                                  |
| Dire Straits                                          | On Every Street tour             | 5 septembre 1992  |                            |                                                  |
| Johnny Hallyday                                       | La Tournée des Stades            | 17 juillet 2003   |                            |                                                  |
| U2                                                    | Vertigo Tour                     | 5 août 2005       | 51 900 spectateurs payants |                                                  |
| U2                                                    | U2 360° Tour                     | 15 juillet 2009   | 55 641 spectateurs payants |                                                  |
| Rolling Stones                                        | A Bigger Bang Tour               | 28 juillet 2006   | 46 882 spectateurs payants |                                                  |
| Céline Dion                                           | Taking Chances Tour              | 5 juillet 2008    | 23 865 spectateurs payants |                                                  |
| AC/DC                                                 | Black Ice World Tour             | 15 juin 2010      | environ 40 000 spectateurs |                                                  |
| Pink                                                  | Funhouse Summer Carnival Tour    | 13 juillet 2010   | environ 14 000 spectateurs | En configuration « Espace Nikaïa »               |
| David Guetta, Martin Solveig, Laidback Luke et Tiësto | Unighted by Cathy Guetta         | 7 août 2010       | environ 25 000 personnes   |                                                  |
| Coldplay                                              | Mylo Xyloto Tour                 | 22 mai 2012       | 43 364 spectateurs payants |                                                  |
| Coldplay                                              | A Head Full of Dreams            | 24 mai 2016       | 53 566 spectateurs         |                                                  |
| Muse                                                  | The Second Law Tour              | 26 juin 2013      | environ 45 000 spectateurs |                                                  |
| Maroon 5                                              | V Tour                           | 29 mai 2016       | environ 22 000 spectateurs | En configuration « Espace Nikaïa »               |
| Depeche Mode                                          | Global Spirit Tour               | 12 mai 2017       | environ 20 000 spectateurs |                                                  |